# غابرييلا غارسيا
غابرييلا غارسيا (بالإسبانية: Gabriela Garcia) (2 أبريل 1997 بفنزويلا - ) هي مدربة كرة قدم ولاعبة كرة قدم فنزويلية في مركز الهجوم. شاركت مع منتخب فنزويلا تحت 17 سنة لكرة القدم للسيدات.

## وصلات خارجية
- غابرييلا غارسيا على موقع قاعدة بيانات كرة القدم.إي يو (الإنجليزية)
- غابرييلا غارسيا على موقع Soccerway.com (الإنجليزية)